# 구코보

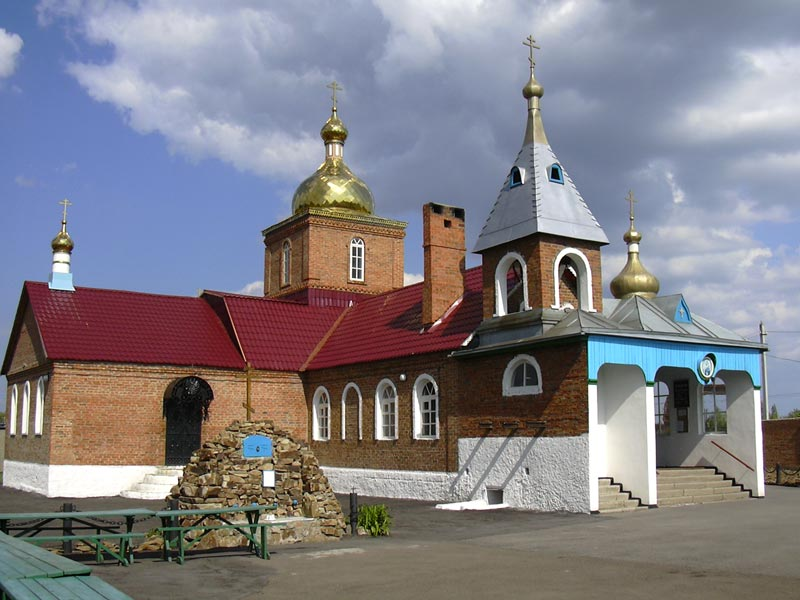

구코보(러시아어: Гуково)는 로스토프 주에 위치한 도시이다.